# Chrysops bishoppi
Chrysops bishoppi är en tvåvingeart som beskrevs av Noelle M. Brennan 1935. Chrysops bishoppi ingår i släktet Chrysops och familjen bromsar. Inga underarter finns listade i Catalogue of Life.